# Llista de topònims de Sant Jordi Desvalls
Llista de topònims (noms propis de lloc) del municipi de Sant Jordi Desvalls, al Gironès
Informació actualitzada per un bot. Els canvis manuals es perdran quan s'actualitzi!

## casa
| imatge | Nom            | Ubicat a            | instància de | Detalls                                              | coordenades                                                                              | Protecció                                  | Commons (més fotos)                  | Dades a WD                    |
| ------ | -------------- | ------------------- | ------------ | ---------------------------------------------------- | ---------------------------------------------------------------------------------------- | ------------------------------------------ | ------------------------------------ | ----------------------------- |
|        | Can Barceló    | Sant Jordi Desvalls | casa         | Estil: arquitectura gòtica                           | 42° 04′ 20″ N, 2° 57′ 14″ E / 42.072319°N,2.953956°E 56 msnm                             | bé integrant del patrimoni cultural català | Can Barceló (Sant Jordi Desvalls)    | Modifica les dades a Wikidata |
|        | Can Thomas     | Sant Jordi Desvalls | casa         | Estil: gòtic tardà arquitectura popular 16th century | 42° 04′ 22″ N, 2° 57′ 14″ E / 42.072644°N,2.953885°E ca:C. Colomers 56 msnm              | bé integrant del patrimoni cultural català | Can Thomas                           | Modifica les dades a Wikidata |
|        | Can Viladevall | Sant Jordi Desvalls | casa         | Estil: gòtic tardà arquitectura popular 16th century | 42° 04′ 20″ N, 2° 57′ 15″ E / 42.072229°N,2.954246°E ca:C. Eras - C. de Baix, 16 54 msnm | bé integrant del patrimoni cultural català | Can Viladevall (Sant Jordi Desvalls) | Modifica les dades a Wikidata |

## entitat singular de població
| imatge | Nom                 | Ubicat a            | instància de                                                                   | Detalls | coordenades                                                               | Protecció | Commons (més fotos) | Dades a WD                    |
| ------ | ------------------- | ------------------- | ------------------------------------------------------------------------------ | ------- | ------------------------------------------------------------------------- | --------- | ------------------- | ----------------------------- |
|        | Diana               | Sant Jordi Desvalls | entitat singular de població                                                   | 56 hab  | 42° 05′ 06″ N, 2° 57′ 11″ E / 42.085083333333°N,2.9529722222222°E 47 msnm |           |                     | Modifica les dades a Wikidata |
|        | Sant Jordi Desvalls | Sant Jordi Desvalls | entitat singular de població ens local històric de Catalunya capital municipal | 717 hab | 42° 04′ 20″ N, 2° 57′ 13″ E / 42.072123°N,2.953584°E 57 msnm              |           |                     | Modifica les dades a Wikidata |
|        | Sant Mateu          | Sant Jordi Desvalls | entitat singular de població                                                   | 8 hab   | 42° 05′ 23″ N, 2° 57′ 33″ E / 42.089833333333°N,2.9592222222222°E 75 msnm |           |                     | Modifica les dades a Wikidata |
|        | Sobrànigues         | Sant Jordi Desvalls | entitat singular de població ens local històric de Catalunya                   | 45 hab  | 42° 03′ 36″ N, 2° 57′ 48″ E / 42.05991944°N,2.96321944°E 45 msnm          |           | Sobrànigues         | Modifica les dades a Wikidata |
|        | Veïnat de Mas Masó  | Sant Jordi Desvalls | entitat singular de població                                                   | 41 hab  | 42° 04′ 25″ N, 2° 57′ 44″ E / 42.073639°N,2.962167°E 28 msnm              |           |                     | Modifica les dades a Wikidata |

## església
| imatge | Nom                               | Ubicat a            | instància de    | Detalls                      | coordenades                                                               | Protecció                                  | Commons (més fotos)               | Dades a WD                    |
| ------ | --------------------------------- | ------------------- | --------------- | ---------------------------- | ------------------------------------------------------------------------- | ------------------------------------------ | --------------------------------- | ----------------------------- |
|        | Sant Feliu de Diana               | Sant Jordi Desvalls | església        | Estil: arquitectura romànica | 42° 05′ 07″ N, 2° 57′ 13″ E / 42.08515°N,2.95359°E 54 msnm                | bé integrant del patrimoni cultural català | Sant Feliu de Diana               | Modifica les dades a Wikidata |
|        | Sant Mateu de Sant Jordi Desvalls | Sant Jordi Desvalls | església ermita | Estil: arquitectura romànica | 42° 05′ 24″ N, 2° 57′ 37″ E / 42.08994°N,2.960397°E 71 msnm               | bé integrant del patrimoni cultural català | Sant Mateu de Sant Jordi Desvalls | Modifica les dades a Wikidata |
|        | Sant Pere de Sobrànigues          | Sant Jordi Desvalls | església        | Estil: arquitectura popular  | 42° 03′ 37″ N, 2° 57′ 50″ E / 42.060359°N,2.963914°E 45 msnm              | bé integrant del patrimoni cultural català | Sant Pere de Sobrànigues          | Modifica les dades a Wikidata |
|        | església de Sant Jordi Desvalls   | Sant Jordi Desvalls | església        | Estil: arquitectura barroca  | 42° 04′ 20″ N, 2° 57′ 13″ E / 42.072141666667°N,2.9535833333333°E 57 msnm | bé integrant del patrimoni cultural català | Església Sant Jordi Desvalls      | Modifica les dades a Wikidata |

## granja
| imatge | Nom               | Ubicat a            | instància de | Detalls | coordenades                                                         | Protecció | Commons (més fotos) | Dades a WD                    |
| ------ | ----------------- | ------------------- | ------------ | ------- | ------------------------------------------------------------------- | --------- | ------------------- | ----------------------------- |
|        | Granja Sant Jordi | Sant Jordi Desvalls | granja       |         | 42° 04′ 20″ N, 2° 57′ 36″ E / 42.0721249597944°N,2.96002371011931°E |           |                     | Modifica les dades a Wikidata |
|        | Granja del Ferrer | Sant Jordi Desvalls | granja       |         | 42° 04′ 40″ N, 2° 57′ 15″ E / 42.0777878422764°N,2.95404796315244°E |           |                     | Modifica les dades a Wikidata |

## masia
| imatge | Nom            | Ubicat a            | instància de | Detalls                                  | coordenades                                                                          | Protecció                                  | Commons (més fotos)                  | Dades a WD                    |
| ------ | -------------- | ------------------- | ------------ | ---------------------------------------- | ------------------------------------------------------------------------------------ | ------------------------------------------ | ------------------------------------ | ----------------------------- |
|        | Ca l'Aiguader  | Sant Jordi Desvalls | masia        |                                          | 42° 05′ 06″ N, 2° 57′ 11″ E / 42.0849926158034°N,2.95291831750369°E                  |                                            |                                      | Modifica les dades a Wikidata |
|        | Ca l'Esteve    | Sant Jordi Desvalls | masia        |                                          | 42° 05′ 08″ N, 2° 57′ 14″ E / 42.0854793125578°N,2.9537643220358°E                   |                                            |                                      | Modifica les dades a Wikidata |
|        | Cal Músic      | Sant Jordi Desvalls | masia        |                                          | 42° 04′ 16″ N, 2° 57′ 58″ E / 42.0709741099424°N,2.96621357358789°E                  |                                            |                                      | Modifica les dades a Wikidata |
|        | Can Batlle     | Sant Jordi Desvalls | masia        |                                          | 42° 04′ 10″ N, 2° 57′ 53″ E / 42.0694606020689°N,2.96486053367259°E                  |                                            |                                      | Modifica les dades a Wikidata |
|        | Can Casademont | Sant Jordi Desvalls | masia        | Estil: arquitectura popular 16th century | 42° 04′ 20″ N, 2° 57′ 05″ E / 42.072232°N,2.951339°E ca:C. Francesc Macià, 1 58 msnm | bé integrant del patrimoni cultural català | Can Casademont (Sant Jordi Desvalls) | Modifica les dades a Wikidata |
|        | Can Figueras   | Sant Jordi Desvalls | masia        |                                          |                                                                                      | bé integrant del patrimoni cultural català |                                      | Modifica les dades a Wikidata |
|        | Can Jofre      | Sant Jordi Desvalls | masia        |                                          | 42° 05′ 05″ N, 2° 57′ 14″ E / 42.0847408548098°N,2.95395831067856°E                  |                                            |                                      | Modifica les dades a Wikidata |
|        | Can Piferrer   | Sant Jordi Desvalls | masia        |                                          | 42° 04′ 43″ N, 2° 58′ 03″ E / 42.0785579938836°N,2.9674910492393°E                   |                                            |                                      | Modifica les dades a Wikidata |
|        | Can Salelles   | Sant Jordi Desvalls | masia        |                                          | 42° 04′ 13″ N, 2° 57′ 56″ E / 42.0703254837929°N,2.96569413167715°E                  |                                            |                                      | Modifica les dades a Wikidata |
|        | Can Sixto      | Sant Jordi Desvalls | masia        |                                          | 42° 05′ 07″ N, 2° 57′ 14″ E / 42.0851731051311°N,2.9538008169505°E                   |                                            |                                      | Modifica les dades a Wikidata |
|        | Can Xixeta     | Sant Jordi Desvalls | masia        |                                          | 42° 04′ 03″ N, 2° 57′ 19″ E / 42.067475786515°N,2.95517953841864°E                   |                                            |                                      | Modifica les dades a Wikidata |
|        | Mas Genís      | Sant Jordi Desvalls | masia        |                                          | 42° 05′ 29″ N, 2° 57′ 15″ E / 42.091432776341°N,2.95413485223537°E                   |                                            |                                      | Modifica les dades a Wikidata |
|        | Mas Icart      | Sant Jordi Desvalls | masia        |                                          | 42° 04′ 18″ N, 2° 56′ 51″ E / 42.0717686089006°N,2.94739164216563°E                  |                                            |                                      | Modifica les dades a Wikidata |
|        | Mas Nonell     | Sant Jordi Desvalls | masia        |                                          | 42° 04′ 44″ N, 2° 58′ 10″ E / 42.0788196959035°N,2.96935272263495°E                  |                                            |                                      | Modifica les dades a Wikidata |
|        | Mas Patet      | Sant Jordi Desvalls | masia        |                                          | 42° 05′ 23″ N, 2° 56′ 45″ E / 42.0896188219574°N,2.94578079033543°E                  |                                            |                                      | Modifica les dades a Wikidata |
|        | Mas Pujol      | Sant Jordi Desvalls | masia        |                                          | 42° 05′ 24″ N, 2° 57′ 42″ E / 42.0899224076467°N,2.9615602830705°E 63 msnm           |                                            |                                      | Modifica les dades a Wikidata |
|        | Mas Solà       | Sant Jordi Desvalls | masia        |                                          | 42° 05′ 22″ N, 2° 56′ 52″ E / 42.0894216202285°N,2.94781235852292°E                  |                                            |                                      | Modifica les dades a Wikidata |

## muntanya
| imatge | Nom                 | Ubicat a            | instància de | Detalls | coordenades                                                        | Protecció | Commons (més fotos) | Dades a WD                    |
| ------ | ------------------- | ------------------- | ------------ | ------- | ------------------------------------------------------------------ | --------- | ------------------- | ----------------------------- |
|        | Puig Xaliet         | Sant Jordi Desvalls | muntanya     |         | 42° 04′ 44″ N, 2° 56′ 51″ E / 42.079°N,2.94757°E 79.8 msnm         |           |                     | Modifica les dades a Wikidata |
|        | Puig d'en Marrana   | Sant Jordi Desvalls | muntanya     |         | 42° 04′ 59″ N, 2° 56′ 37″ E / 42.08294444°N,2.94363333°E 92.6 msnm |           |                     | Modifica les dades a Wikidata |
|        | Puig d'en Martí     | Sant Jordi Desvalls | muntanya     |         | 42° 05′ 03″ N, 2° 58′ 04″ E / 42.0841°N,2.96764°E 56.2 msnm        |           |                     | Modifica les dades a Wikidata |
|        | Puig d'en Pellisser | Sant Jordi Desvalls | muntanya     |         | 42° 04′ 47″ N, 2° 57′ 12″ E / 42.0798°N,2.95333333°E 57 msnm       |           |                     | Modifica les dades a Wikidata |

## nucli de població
| imatge | Nom           | Ubicat a            | instància de      | Detalls | coordenades                                                       | Protecció | Commons (més fotos) | Dades a WD                    |
| ------ | ------------- | ------------------- | ----------------- | ------- | ----------------------------------------------------------------- | --------- | ------------------- | ----------------------------- |
|        | el Veïnat Nou | Sant Jordi Desvalls | nucli de població |         | 42° 04′ 04″ N, 2° 57′ 19″ E / 42.067740715487°N,2.9553577636819°E |           |                     | Modifica les dades a Wikidata |
|        | l'Estació     | Sant Jordi Desvalls | nucli de població |         | 42° 04′ 07″ N, 2° 57′ 54″ E / 42.068644716848°N,2.965027218188°E  |           |                     | Modifica les dades a Wikidata |

## Misc
| imatge | Nom                                       | Ubicat a                                  | instància de                   | Detalls                                                 | coordenades                                                                                             | Protecció                                            | Commons (més fotos)                         | Dades a WD                    |
| ------ | ----------------------------------------- | ----------------------------------------- | ------------------------------ | ------------------------------------------------------- | --- | ---------------------------------------------------- | ------------------------------------------- | ----------------------------- |
|        | Castell de Sant Jordi                     | Sant Jordi Desvalls                       | castell                        |                                                         | 42° 04′ 19″ N, 2° 57′ 12″ E / 42.07197°N,2.95336°E                                                      | bé d'interès cultural bé cultural d'interès nacional | Castell de Sant Jordi (Sant Jordi Desvalls) | Modifica les dades a Wikidata |
|        | Escola Sant Jordi                         | Sant Jordi Desvalls                       | edifici escolar                | Estil: noucentisme 20th century                         | 42° 04′ 15″ N, 2° 57′ 14″ E / 42.070918°N,2.953909°E ca:C. Generalitat 51 msnm                          | bé integrant del patrimoni cultural català           | Edifici escolar (Sant Jordi Desvalls)       | Modifica les dades a Wikidata |
|        | Estació de Sant Jordi Desvalls            | Sant Jordi Desvalls                       | estació de ferrocarril edifici |                                                         | 42° 04′ 06″ N, 2° 57′ 52″ E / 42.068333333333335°N,2.964472222222222°E 39.7 msnm                        | bé integrant del patrimoni cultural català           | Sant Jordi Desvalls train station           | Modifica les dades a Wikidata |
|        | Molí d'en Tomàs                           | Sant Jordi Desvalls                       | molí d'aigua                   |                                                         | 42° 04′ 18″ N, 2° 56′ 38″ E / 42.0716497981595°N,2.94375316360511°E 33 msnm                             |                                                      |                                             | Modifica les dades a Wikidata |
|        | Ter                                       | Ripollès Osona Selva Gironès Baix Empordà | curs d'aigua riu principal     | Desemboca: mar Mediterrània Llarg: 208km Conca: 3010km² | 42° 25′ 40″ N, 2° 15′ 24″ E / 42.427778°N,2.256667°E 42° 01′ 24″ N, 3° 11′ 31″ E / 42.02347°N,3.19187°E |                                                      | Ter River                                   | Modifica les dades a Wikidata |
|        | casa consistorial de Sant Jordi Desvalls  | Sant Jordi Desvalls                       | casa consistorial              |                                                         | 42° 04′ 17″ N, 2° 57′ 13″ E / 42.0715002°N,2.9535216°E                                                  |                                                      | Casa de la Vila de Sant Jordi Desvalls      | Modifica les dades a Wikidata |
|        | finestres de Can Martí                    | Sant Jordi Desvalls                       | finestra                       | Estil: gòtic tardà 16th century                         | 42° 04′ 19″ N, 2° 57′ 15″ E / 42.071963°N,2.954083°E ca:C. de Baix, 14 55 msnm                          | bé integrant del patrimoni cultural català           | Finestres de Can Martí                      | Modifica les dades a Wikidata |
|        | la Torre                                  | Sant Jordi Desvalls                       | edifici                        |                                                         | 42° 03′ 36″ N, 2° 57′ 47″ E / 42.059891°N,2.963051°E                                                    | bé integrant del patrimoni cultural català           |                                             | Modifica les dades a Wikidata |
|        | pont de les Bruixes                       | Sant Jordi Desvalls                       | pont                           |                                                         | 42° 04′ 21″ N, 2° 57′ 38″ E / 42.0725754880255°N,2.96060367399782°E                                     |                                                      |                                             | Modifica les dades a Wikidata |
|        | recinte emmurallat de Sant Jordi Desvalls | Sant Jordi Desvalls                       | muralla urbana                 | 15th century                                            | 42° 04′ 19″ N, 2° 57′ 12″ E / 42.072061°N,2.953352°E                                                    | bé d'interès cultural bé cultural d'interès nacional | Recinte emmurallat de Sant Jordi Desvalls   | Modifica les dades a Wikidata |